# Salvador Alanís
Salvador Alanís Luebbert (Ciudad de México, 1 de julio de 1964) es un ingeniero químico, escritor, profesor y productor mexicano, considerado por la comunidad cultural como uno de los precursores del uso del hipertexto y los medios electrónicos en la poesía latinoamericana. En la televisión, es conocido por haber lanzado, junto a Pedro Torres, la versión mexicana de Big Brother (2002), y por su papel como vocero del reality show. También produjo las primeras dos temporadas de la serie Elle México Diseña (2011) y la serie One Last Shot.
Su obra aparece publicada en la Enciclopedia de la Literatura en México. Es colaborador de diversas publicaciones como diarios y revistas a nivel nacional e internacional, también trabajó en el Centro Nacional de las Artes entre 1995 y 1998.
Sus últimos trabajos se centran en la investigación del arte y la cultura y la colección poética de textos clásicos inéditos y de autores mexicanos contemporáneos.

## Biografía
Estudió Ingeniería Química en la Universidad Nacional Autónoma de México. Se integró a la comunidad literaria luego de organizar un taller para el crítico uruguayo Eduardo Milán. Obtuvo la beca Jóvenes Creadores del Fondo Nacional para la Cultura y las Artes en dos ocasiones: 1995 y 1998. Su primer libro fue Del paralaje (1997), sobre el cual, Obsidiana Granados Herrera reseñaría:

En Del paralaje se recrean con sencillas sentencias y profundos conceptos, aspectos esenciales de una múltiple percepción humana que, en una afortunada reunión con lo poético, transcribe y pormenoriza su verdad ‘eludiendo el nombre de las cosas’ sin eludir la sustancia de que se sirve para establecer sus reflexiones.

Fundó la librería-editorial Los libros del dragón, especializada en libros de artista, junto a los escritores Mario Bellatin, Alejandro Ortiz González, Horacio Ortiz González, y al artista visual, Demián Flores. Ahí colaboró con el grabador Héctor Morales Mejía, en su libro Mito y Realidad (1997), y con el mismo Demían Flores, en A Cielo Abierto (1997).
Con su libro Reojo (1998), ganaría la Bienal de Medios Electrónicos de México. Becado por el FONCA para hacer una residencia en el Banff Centre for the Arts, después regresó a México para presentar su trabajo en el Centro Nacional de las Artes, en una exposición llamada Arte y Lenguaje, junto con los artistas Gustavo Artigas y Enrique Jezik. 
Al respecto, el diario Reforma comentaría:  

En esta exhibición, el espectador se enfrentará a diversas maneras de representar, interpretar, transformar, aprender y expresar algunos procesos de comunicación que tienen lugar en la cotidianidad, ya sea a través de video, proyecciones, computadoras, bocinas y varios recursos tecnológicos.

En su versión impresa, Reojo incluyó100 poemas, ilustrados con fotografías en miniatura de Ximena Berecochea. En 2001, dejó de lado la literatura para incursionar en la televisión. Como director de Mercadotecnia y Comunicación de Endemol México, Alanís atendía a los medios de comunicación interesados en lo que pasaba al interior de la casa de Big Brother, programa que llegaría a ser considerado por la crítica como «uno de los fenómenos más importantes de la historia reciente de la televisión mundial». Salvador se mantuvo activo en la televisora con programas como Operación Triunfo, Fear Factor y Big Brother VIP, hasta que perdió la vista en el ojo derecho. 
Se mudó a Canadá, y desde allá, creó y produjo para México las dos primeras temporadas de la serie Elle México Diseña (2011-2012) de Grupo Expansión e E! Entertainment. En un formato documental, el programa mostraba, a través de entrevistas, la vida de jóvenes diseñadores que vivían en pueblos remotos. Estas primeras temporadas lograron el rating más alto de E! Entertainment en su historia. Más adelante, produjo One Last Shot (2013), para la televisión canadiense, serie que buscaba generar una reflexión acerca del fracaso y las segundas oportunidades, a través del futbol. Para el año siguiente, el programa se adaptó al español bajo el nombre Once de primera (2014).  
Junto a Ximena Berecochea, fundó el Institute for Creative Exchange (ICE Americas) de Toronto, a través del cual promueve el intercambio cultural entre artistas canadienses y del resto del continente.

## Obra
Libros
| Año  | Título                      | Editorial                  | País   |
| 1997 | Del paralaje                | Ediciones del Equilibrista | México |
| 1997 | Mito y realidad             | Libros del Dragón          | México |
| 1998 | Reojo                       | Libros del Dragón          | México |
| 2005 | Fronteras                   | La Mano Izquierda Press    | Canadá |
| 2008 | De cuerpo presente          | Artes de México            | México |
| 2009 | Fragilidad de las fronteras | K Editores                 | México |
| 2010 | Magia                       | Origna                     | México |

Producciones
| Año       | Título             | Función                       | País   | Tipo                |
| 2002-2003 | Big Brother        | Productor                     | México | Serie de televisión |
| 2003      | Operación Triunfo  | Productor                     | México | TV Show             |
| 2011-2012 | Elle México Diseña | Escritor, productor ejecutivo | México | Serie de televisión |
| 2013      | One Last Shot      | Escritor, productor ejecutivo | Canadá | Serie de televisión |
| 2014      | Once de Primera    | Productor ejecutivo, director | México | Serie de televisión |
| 2019      | 20, 90 Unfold      | Productor ejecutivo, director | México | Documental          |